# Прогресс М-38
Прогресс М-38 — транспортный грузовой космический корабль (ТГК) серии «Прогресс», запущен к орбитальной станции «Мир». Серийный номер 240.

## Цель полёта
Доставка на орбитальную станцию (ОС) более 2300 килограммов различных грузов, в числе которых топливо, запас кислородной смеси, средства индивидуальной защиты, посылки для членов экипажа. Доставка на ОС «Мир» выносной двигательной установки.

## Хроника полёта
- 15.03.1998, в 01:45:55.038 (MSK), (14 марта 22:45:55 UTC) — запуск с космодрома Байконур;
- 17.03.1998, в 03:31:17 (MSK), (00:31:17 UTC) — осуществлена стыковка с ОС «Мир» к стыковочному узлу на агрегатном отсеке служебного модуля «Квант». Процесс сближения и стыковки проводился в автоматическом режиме;
- 15.05.1998, в 21:43:54 (MSK), (18:43:54 UTC) — ТГК отстыковался от ОС «Мир» и отправился в автономный полёт.

## Перечень грузов
Суммарная масса всех доставляемых грузов: 2376,6 кг

## Научная работа
Эксперимент ГФ-28 «Релаксация».

## Интересные факты
При предстартовой подготовке ТГК, во время накатки головного обтекателя, было обнаружено, что шарнирный разъём обзорной антенны, с широкой диаграммой направленности, системы «Курс» установлен с перекосом. Во время проведения электрических испытаний этот дефект выявлен не был. Монтировать разъём и устанавливать его правильно было нецелесообразно, так как после этого нужно было бы проводить повторные электроиспытания, а на заправленном ТГК это делать запрещено. Запуск откладывать не стали. Был найден обходной вариант — на ТГК заложили установку, позволяющую провести облёт орбитального комплекса перед стыковкой на большем расстоянии, чем обычно — на пределе дальности остронаправленной антенны. Стыковка прошла успешно.